# Roca Carvel
La Roca Carvel (en inglés: Carvel Rock) es un islote deshabitado de las Islas Vírgenes Británicas en el Caribe, de menos de 2 acres (8.100 metros cuadrados) de tamaño. Es visitado por los barcos como un sitio de buceo, pero sus escarpados acantilados y la falta de una playa hacen que el aterrizaje sea algo prácticamente imposible.
Se encuentra en el extremo sur del archipiélago, al sur, aproximadamente, entre la Isla Ginger y la Isla Cooper.